# The Devil-Stone
The Devil-Stone is een Amerikaanse dramafilm uit 1917 onder regie van Cecil B. DeMille. De film werd destijds uitgebracht onder de titel Het Satansoog.

## Verhaal
De vissersvrouw Marcia Manot vindt een vervloekte smaragd. De Amerikaan Silas Martin trouwt met Marcia en scheidt vervolgens meteen weer van haar. Marcia vermoordt hem en trouwt daarna met de bedrijfsleider Sterling. Een rechercheur heeft intussen de dood van Silas ontdekt.

## Rolverdeling
| Acteur           | Personage     |
| ---------------- | ------------- |
| Geraldine Farrar | Marcia Manot  |
| Wallace Reid     | Guy Sterling  |
| Hobart Bosworth  | Robert Judson |
| Tully Marshall   | Silas Martin  |
| James Neill      | Simpson       |